# Fernando Gil
Fernando Augusto Godinho Mendes Gil GOIH • GOIP (Muecate, Moçambique, 1937 – Paris, 2006) foi um filósofo português.

## Biografia
Autor de vários livros tanto na sua língua materna como em francês, foi director de investigação na École des hautes études en sciences sociales e professor na Universidade Nova de Lisboa. Desde o ano da sua morte, o Estado Português atribui o Prémio Internacional Fernando Gil  que distingue trabalho de excelência no domínio da Filosofia da Ciência.

## Obras
- La logique du nom, edições L'Herne, Paris, 1972.
- Mimesis e negação, edições INCM, Lisboa, 1984.
- Preuves, edições Aubier, Paris, 1988.
- Traité de l'évidence, edições Jérome Millon, 1993, ISBN 2905614838.

## Prémios e condecorações
- Prémio de Ensaio (1985) com a obra Mimesis e negação, atribuído pelo PEN Clube Português[1]
- Grande-Oficial da Ordem do Infante D. Henrique de Portugal (10 de Junho de 1992)[1][4]
- Prémio Pessoa atribuído pelo jornal Expresso e pela empresa Unisys (1993)[1]
- Doutoramento Honoris Causa pela Universidade de Aveiro em 1998[5]
- Grande-Oficial da Ordem da Instrução Pública de Portugal (4 de Março de 1998)[6]
- Prémio de Ensaio (1999) juntamente com Helder Macedo com a obra Viagens do Olhar, atribuído pelo PEN Clube Português